# Automatsko dokazivanje teorema
Automatsko dokazivanje teorema (takođe poznato kao automatizovana dedukcija) je podoblast automatskog zaključivanja i matematičke logike koja se bavi dokazivanjem matematičkih teorema pomoću kompjuterskih programa. Automatsko rezonovanje o matematičkom dokazu bilo je glavni podsticaj za razvoj računarske nauke.

## Logičke osnove
Dok koreni formalizovane logike sežu do Aristotela, krajem 19. i početkom 20. veka došlo je do razvoja moderne logike i formalizovane matematike. Fregeov Begriffsschrift  (1879) uveo je i potpuni propozicioni račun i ono što je u suštini moderna predikatska logika. Njegove Osnove aritmetike, objavljene 1884. godine, su izrazile (delove) matematike u formalnoj logici. Ovaj pristup su nastavili Rasel i Vajhed u svojoj uticajnoj Principia Mathematica, koja je prvi put objavljena 1910–1913, i sa revidiranim drugim izdanjem 1927. Rasel i Vajthed su smatrali da mogu da formalizuju svu matematičku istinu koristeći aksiome i pravila zaključivanja formalne logike, u principu otvarajući proces automatizaciji. Godine 1920, Toralf Skolem je pojednostavio prethodni rezultat Leopolda Lovenhajma, što je dovelo do Lovenhajm–Skolemove teoreme, a 1930. do pojma Herbrandovog univerzuma i Herbrandove interpretacije koja je dozvoljavala (ne)zadovoljivost formula prvog reda (i stoga valjanost teoreme) da se svede na (potencijalno beskonačno mnogo) problema propozicione zadovoljivosti.
Godine 1929, Mojžeš Presburger je pokazao da je teorija prvog reda prirodnih brojeva sa sabiranjem i jednakošću (sada u njegovu čast nazvana Presburgerova aritmetika) odlučiva i dao je algoritam koji može da utvrdi da li je data rečenica u jeziku tačna ili netačna.
Međutim, ubrzo nakon ovog pozitivnog rezultata, Kurt Gedel je objavio delo O formalno neodlučivim propozicijama Principia Mathematica i srodnim sistemima (1931), pokazujući da u svakom dovoljno snažnom aksiomatskom sistemu postoje istinite tvrdnje koje se u sistemu ne mogu dokazati. Ovu temu su tridesetih godina prošlog veka dalje razvili Alonzo Čerč i Alan Tjuring, koji su s jedne strane dali dve nezavisne, ali ekvivalentne definicije izračunljivosti, a sa druge konkretne primere neodlučivih pitanja.

## Literatura
- Chang, Chin-Liang; Lee, Richard Char-Tung (2014) [1973]. Symbolic Logic and Mechanical Theorem Proving. Elsevier. ISBN 9780080917283.
- Loveland, Donald W. (2016) [1978]. Automated Theorem Proving: A Logical Basis. Fundamental Studies in Computer Science. 6. Elsevier. ISBN 9781483296777.
- Luckham, David (1990). Programming with Specifications: An Introduction to Anna, A Language for Specifying Ada Programs. Springer. ISBN 978-1461396871.
- Gallier, Jean H. (2015) [1986]. Logic for Computer Science: Foundations of Automatic Theorem Proving (2nd изд.). Dover. ISBN 978-0-486-78082-5. „This material may be reproduced for any educational purpose, ...”
- Duffy, David A. (1991). Principles of Automated Theorem Proving. Wiley. ISBN 9780471927846.
- Wos, Larry; Overbeek, Ross; Lusk, Ewing; Boyle, Jim (1992). Automated Reasoning: Introduction and Applications (2nd изд.). McGraw–Hill. ISBN 9780079112514.
- Robinson, Alan; Voronkov, Andrei, ур. (2001). Handbook of Automated Reasoning. I. Elsevier, MIT Press. ISBN 9780080532790. II  9780262182232.
- Fitting, Melvin (2012) [1996]. First-Order Logic and Automated Theorem Proving (2nd изд.). Springer. ISBN 9781461223603.

## Spoljašnje veze
- A list of theorem proving tools